# NetBIOS
A NetBIOS a Network Basic Input/Output System kifejezésből készült betűszó. A NetBIOS API lehetővé teszi az egyes számítógépek számára a helyi hálózaton keresztül történő kommunikációt. Általában TCP/IP protokollra épülve működik („NetBIOS TCP/IP fölött”), és a hálózat minden számítógépének kioszt egy NetBIOS nevet és egy IP-címet is. Régebbi operációs rendszerek a NetBIOS-t a NetBEUI fölött alkalmazzák. A NetBIOS az OSI modell-beli viszony (session) réteggel kapcsolatos szolgáltatásokat nyújt.